# International Federation of Strength Athletes
The International Federation of Strength Athletes (IFSA) – Międzynarodowa Federacja Siłaczy. Jedna z trzech światowych (obok WSF i WSMC) federacji siłaczy zrzeszająca najsilniejszych ludzi świata.

## Historia
Federacja została założona w 1995 r. przez Douglasa Edmundsa. Celem federacji jest popularyzacja i organizacja zawodów strongmanów w różnych krajach świata oraz zapewnienie transmisji telewizyjnych z tych zawodów.
Siedziba federacji mieści się w Glasgow, w Szkocji.
Pierwsze w historii federacji zawody Grand Prix odbyły się w marcu 1998 r., w Helsinkach.
Federacja zorganizowała trzykrotnie indywidualne Mistrzostwa Świata IFSA Strongman w latach 2005, 2006 i 2007.
Od 2008 r. IFSA organizuje zawody z cyklu Liga Mistrzów Strongman.

## Zawodnicy
IFSA prowadzi dwa zespoły siłaczy: Pro Team (złożony z dwunastu najlepszych, zawodowych strongmanów) i Elite Athletes (złożony z zawodników amatorów).

### Pro Team
- Žydrūnas Savickas  Litwa
- Michaił Koklajew  Rosja
- Wasyl Wirastiuk  Ukraina
- Vidas Blekaitis  Litwa
- Andrus Murumets  Estonia
- Robert Szczepański  Polska
- Benedikt Magnússon  Islandia
- Oli Thompson  Anglia
- Nick Best  Stany Zjednoczone
- Travis Ortmayer  Stany Zjednoczone
- Saulius Brusokas  Litwa
- Ervin Katona  Serbia

### Elite Athletes
- Igor Pedan  Rosja
- Geoff Dolan  Kanada
- Raimonds Bergmanis  Łotwa
- Tomi Lotta  Finlandia
- Jarno Hams  Holandia
- Jon Andersen  Stany Zjednoczone
- Vilius Petrauskas  Litwa
- Jani Illikainen  Finlandia
- Ettiene Smit  Południowa Afryka
- Anders Johansson  Szwecja
- Juha-Matti Räsänen  Finlandia
- Stojan Todorczew  Bułgaria
- Steve MacDonald  Stany Zjednoczone
- Edwin Hakvoort  Holandia
- Heinz Ollesch  Niemcy
- Bernd Kerschbaumer  Austria
- Rene Minkwitz  Dania
- Juha-Pekka Aitala  Finlandia
- Ádám Darázs  Węgry
- Boris Miloševič  Słowenia
- Agris Kazelniks  Łotwa
- Franz Muellner  Austria
- Jón Valgeir Williams  Islandia
- Jasmin Haidaric  Bośnia i Hercegowina
- Gabriel Ardelan  Rumunia
- Ołeksandr Pekanow  Ukraina
- Georg Ögmundsson  Islandia
- Tibor Mészáros  Węgry
- Levi Vaoga  Nowa Zelandia
- Eddy Ellwood  Anglia
- Peter Rundberg  Szwecja
- Björn Anderson  Szwecja
- Stefán Sölvi Pétursson  Islandia
- Dave Mossing  Holandia
- Aleksiej Serebrjakov  Rosja
- Oliver Gratzer  Austria
- Denis Udovič  Słowenia
- Jimmy Laureys  Belgia
- Yannick Olivier  Francja
- Jan Krehacek  Słowacja
- Clint Darden  Cypr
- Amir Gharei  Iran
- Saad Hamad Alhmoud  Arabia Saudyjska
- Eduardo Vissiglia  Argentyna
- Silvio Vitorio  Brazylia
- Van Hatfield  Stany Zjednoczone
- Steve Kirit  Stany Zjednoczone

IFSA prowadzi system rankingowy zawodników:

aktualny ranking zawodników